# Ministère de l'Investissement et de la Coopération internationale
Le ministère de l'Investissement et de la Coopération internationale est le ministère tunisien chargé de la politique de coopération. Il existe dans le gouvernement Jebali, de décembre 2011 à mars 2013. Depuis 2013, il est regroupé avec le ministère du Développement régional et de la Planification dans le ministère du Développement et de la Coopération internationale.

## Ministres
- 2011-2013 : Riadh Bettaieb

## Secrétaires d’État
- 2011-2013 : Aleya Bettaïb